# Natália Martins
Natália Aparecida Martins Silva (Lorena, 11 de dezembro de 1984), mais conhecida como Nati Martins foi a primeira jogadora de voleibol surda a atuar profissionalmente no Brasil. Atua como central no Osasco Voleibol Clube.
Clubes:
| 2003/2004 | Sesi Esporte-MG        |
| 2004/2005 | Sesi Esporte-MG        |
| 2005/2006 | Fiat/Minas             |
| 2006/2007 | Fiat/Minas             |
| 2007/2008 | Fiat/Minas             |
| 2008/2009 | Brusque/Brasil Telecom |
| 2009/2010 | São Caetano/Blausiegel |
| 2010/2011 | Pinheiros/Mackenzie    |
| 2011/2012 | SESI-SP                |
| 2012/2013 | SESI-SP                |
| 2013/2014 | Praia Clube            |
| 2014/2015 | Praia Clube            |
| 2015/2016 | Brasilia               |
| 2016/2018 | Osasco                 |